# Дгания
Дга́ния (ивр. דגניה‎) — первый еврейский кибуц в Эрец-Исраэль. Расположен на южном берегу озера Кинерет, в 10 км к югу от Тверии, в региональном совете Эмек-ха-Ярден.
Дгания была основана 28 октября 1910 года на территории Османской империи группой «Хадерская коммуна» из десяти мужчин и двух женщин под предводительством Иосифа Бараца на месте созданного в 1909 году поселения другой сионистской группы, чьей задачей было годичное испытание пригодности региона к проживанию и земледелию по поручению организации «Палестинское еврейское бюро». Затем по соглашению, подписанному главой Палестинского еврейского бюро Артуром Руппином, эта земля (купленная в 1900 году у персидской семьи) была передана для создания первого кибуца. Название «Дгания» было выбрано в честь пяти сортов злаков (ивр. דגן‎ — «дган»), выращиваемых в регионе. Будучи первым коллективным хозяйством на территории современного Израиля, Дгания получила прозвище «мать кибуцев» (ивр. אם הקיבוצים‎).
Среди знаменитых жителей Дгании — поэтесса Рахель Блувштейн родом из Саратова; идеолог сионизма А. Д. Гордон из-под Житомира; офицер-сооснователь «Еврейского легиона» Иосиф Трумпельдор из Пятигорска. Первым ребёнком, рождённым в кибуце, был писатель Гидеон Барац; вторым — полководец Моше Даян.
В 1920 году вблизи первого кибуца был основан новый кибуц, Дгания-Бет («бет» — вторая буква еврейского алфавита, с числовым значением 2). С этого времени первый кибуц стал называться Дгания-Алеф. В Дгании сооружён монумент в память героев Войны за независимость (1948). Сирийский танк, подбитый солдатами, оборонявшими кибуц, сохранён как памятник.
В 2000 году киббуц Дгания был внесен в предварительный список объектов всемирного наследия ЮНЕСКО, как первое поселение-киббуц.

## Население
По данным Центрального статистического бюро Израиля, население на начало 2020 года составляло 528 человек.